# 常榮
常榮（？—1372年），安徽合肥人，明朝军事将领。常遇春的再从兄。
其早年追随朱元璋，后历任指揮僉事。常遇春去世后，常榮护送其灵柩返乡。后跟随朱亮祖平定四川，升任振武衛指揮同知。洪武五年，随李文忠北伐，在阿魯渾河与元朝部队大战，后战死。